# Kyphosus saltatrix
Il Kyphosus saltatrix (syn .Kyphosus sectator, noto in italiano come pesce timone o salpa delle Bermuda, è un pesce osseo marino della famiglia Kyphosidae.

## Distribuzione e habitat
È presente nell'Oceano Atlantico tropicale sia sulle coste africane che su quelle americane. Nel Mar Mediterraneo è rarissimo e noto solo per pochi esemplari, provenienti anche dalle acque italiane.
Si tratta di una specie strettamente costiera, che frequenta fondali di vario tipo soprattutto in zone ricche di vegetazione.

## Descrizione
Ha un aspetto simile a quello degli sparidi, alto e compresso lateralmente, con una sola pinna dorsale con raggi spinosi. La bocca è piccola, rivolta in basso e il muso arrotondato. Gli occhi sono grandi e molto vicini alla punta del muso
Il colore è grigio o bruno, argenteo, con linee longitudinali grigiastre o dorate. Sotto gli occhi c'è una macchia chiara con una linea scura sottostante.
Può raggiungere il mezzo metro di lunghezza.

## Biologia
È una specie gregaria. Spesso i banchi seguono le imbarcazioni tenendosi vicino al timone.

### Alimentazione
È prevalentemente vegetariano ma non disdegna piccoli animaletti bentonici.

## Pesca
Si cattura con le reti da posta, mentre è difficile da prendere all'amo.
Le carni sono commestibili.